# Herbert Seifert (Musikwissenschaftler)
Herbert Seifert (* 1945 in Baden bei Wien) ist ein österreichischer Musikwissenschaftler und Hochschulprofessor im Ruhestand der Universität Wien.

## Leben und Werk
Seifert studierte von 1963 bis 1970 an der Universität Wien. Er belegte Musikwissenschaft als Haupt- und Theaterwissenschaft als Nebenfach und dissertierte mit einer Arbeit zu Giovanni Buonaventura Viviani. An seiner Ausbildungsstätte, dem Wiener Institut für Musikwissenschaft, übernahm er 1966 die Funktion eines Studienassistenten, wurde 1970 Hochschulassistent, später Universitäts- und Oberassistent. 1988 wurde er Assistenzprofessor, im Folgejahr Außerordentlicher Universitätsprofessor. 2010 wurde er in den Ruhestand versetzt, lehrt jedoch weiterhin an seiner langjährigen Wirkungsstätte.
Seifert ist Autor einer Reihe von Büchern und Aufsätzen, mehrheitlich zur Musik des österreichischen Barock. Für das Oesterreichische Musiklexikon verfasste er monographische Artikel über die Barockkomponisten Antonio Bertali, Carlo Farina und Alessandro Poglietti sowie die Einträge Sonate, Kammersonate und Notendruck. An der zweiten Auflage von Alfred Planyavskys Standardwerk Geschichte des Kontrabasses, welches 1984 erschien, hat Seifert mitgearbeitet. Eine Sammlung seiner Vorträge und Aufsätze zur Musikdramatik im 17. und 18. Jahrhundert wurde 2014 vom Wiener Verlag Hollitzer herausgegeben.

## Auszeichnungen
- 1982 Wissenschaftspreis des Landes Niederösterreich (Förderungspreis)
- 1983 Kardinal-Innitzer-Förderungspreis für Geisteswissenschaften
- 1984 Förderungspreis der Stadt Wien für Wissenschaft
- 1999 Förderungspreis der Stadt Baden für Wissenschaft

## Bibliographie (Auswahl)
- Neues zu Antonio Draghis weltlichen Werken. Wien: Verlag der Österreichischen Akademie der Wissenschaften 1978
- Giovanni Buonaventura Viviani. Leben, Instrumentalwerke, Vokale Kammermusik. Tutzing: Schneider, 1982. ISBN 3-7952-0349-X
- Mitarbeit an Alfred Planyavsky: Geschichte des Kontrabasses. Tutzing: Schneider 1984, ISBN 978-3795204266
- Die Oper am Wiener Kaiserhof im 17. Jahrhundert. Tutzing: Schneider, 1985
- Der Sig-prangende Hochzeit-Gott : Hochzeitsfeste am Wiener Hof der Habsburger u. ihre Allegorik 1622 - 1699. Wien: Musikwissenschaftlicher Verlag 1988. ISBN 3-900270-13-9
- Die Aufgabenkreise der kaiserlichen Hofkomponisten und Hofkapellmeister zur Zeit von Fux. Graz: Johann-Joseph-Fux-Gesellschaft 2001
- Gem. mit Walter Pass: Die Musikdrucke des historischen Archivs des Domchores zu St. Nikolaus in Feldkirch. Katalog. Ergänzt und bearbeitet von Annemarie Bösch-Niederer. Kooperation mit dem Ludwig-Boltzmann-Institut für Sozialwissenschaftliche Regionalforschung. Regensburg: Ruderer 2005, ISBN 3-89783-457-X
- Texte zur Musikdramatik im 17. und 18. Jahrhundert. Aufsätze und Vorträge. Hrsg. von Matthias J. Pernerstorfer. Wien: Hollitzer, 2014 (Summa Summarum 2). ISBN 978-3-99012-179-5

Als Herausgeber:
- Franz Schubert: Messe B-Dur D 324. Praxisorientierte kritische Ausg. Partitur. Wiesbaden: Breitkopf & Härtel 1993
- Denkmäler der Musik in Salzburg 7: Francesco Rasi: Musiche da camera e chiesa, Camillo Orlandi: Arie a tre, due et voce sola. Salzburg: Selke 1995. ISBN 3-901353-10-0
- Gem. mit Andrea Sommer-Mathis, Corinna Herr und Reinhard Strohm: Italian Opera in Central Europe, 1614–1780. Bd. 2: Italianità: Image and Practice. Berlin: Berliner Wissenschafts-Verlag 2008 (Musical Life in Europe 1600-1900) ISBN 978-3-8305-1537-1